# Jens Bjerre Jacobsen
Jens Bjerre Jacobsen (13. oktober 1903 i Aarhus - 3. januar 1986) var en dansk komponist og organist. Født i Aarhus som søn af senere valgmenighedspræst i Rødding-Krejbjerg, Jacob Jacobsen og Ane Marie Berthelsen.
Jens Bjerre Jacobsen blev allerede som 15-årig optaget på Det Kongelige Danske Musikkonservatorium med P.S. Rung-Keller som lærer i orgelspil og teori og Christian Christiansen i klaver. Han tog organisteksamen 1925, og derefter arbejdede han til 1927 i Paris hvor han var ansat ved den danske kirke samtidig med, at han videreuddannede sig i komposition hos E. Levy og L. Aubert. Tilbage i København var han 1933-1955 organist og kantor ved Sankt Stefans Kirke og 1955-1973 ved Garnisons Kirke. I 1956 fik han Det anckerske Legat.
Han debuterede som komponist i 1939 og skrev især kammermusik og sange. Jens Bjerre Jacobens musik er påvirket af mellemkrigstidens franske idealer, men også af Carl Nielsen og navnlig Thomas Laubs tanker om den folkelige sang. I nedennævnte portræt i anledning af Jens Bjerre Jacobsens 80 årsdag citeres en amerikansk musikanmelder, der i 1976 skrev i Chicago Tribune, at hans sangmusik "fik ham til at forstå indholdet uden at kende ordene".
Der kan man også læse denne udtalelse fra Jens Bjerre Jacobsen selv: "Af danske komponister sætter jeg i dag pris på først og fremmest Carl Nielsen og Tarp, men jeg synes også om de yngre, sætter f.eks. pris på Ib Nørholm og Per Nørgård. De alleryngste – og elektronmusik alene kan jeg ikke goutere... til scenemusik er den sikkert udmærket... Men jeg har gået til DUT-koncerter – og prøvet at følge med, lige op til nu".

## Instrumentalmusik
- Serenade (fløjte, obo og bratsch 1936)
- Mosaïque musicale nr. 1 (fløjte, violin og cello 1936)
- Sonatine (violin og klaver 1939)
- Koncertante (violin og klaver 1940)
- Duo concertante (cello og klaver 1942)
- Croquis musicaux (22 musikalske skitser fra Paris for violinsolo 1943)
- Sonate for violin og klaver (1945)
- Sonate for violoncel (1946)
- Nordisk Treklang (blandet kor og orkester 1946)
- Trio (violin, cello og klaver 1947)
- Madrigal con variazioni (orkester 1948)
- Serenade des vagabonds (fløjte, klaver, violin og cello 1949)
- Ouverture parisienne (orkester 1947)
- Mosaïque musicale nr. 2a (engelsk horn, violin og cello 1950)
- Croquis (obo og clarinet 1950)
- Variété musicale, elve etuder (fløjte 1950)
- Diapsalmata (cello og klaver 1953)
- Itokih (kor, blæserkvintet, to flygler og slagtøj 1954)
- Divertimento for blæserkvintet (1955)
- Duo (fløjte og engelsk horn 1955)
- Toccata con fughetta e Ciaccona (orgel 1956)
- Parabel (orgel 1956)
- Danserinden (orkester 1957)
- Kameliadamen (balletmusik 1958)
- Trolden som spillede kontrabas (1959)
- Æslets Skygge (1960)
- Herkules i Augiasstalden (radiohørespil 1961)
- En sjæl efter Døden (1962)
- Solosuite for obo (1962)
- Den hvide Souper (TV-ballet 1963)
- Stor ståhej for ingenting (blæsere 1963)
- Dionysisk Ouverture (violin 1964)
- Purgatorio (bratsch 1964)
- Riflessione (klarinet 1965)
- Før og nu (orkesterfantasi 1966)
- Mosaïque musicale nr. 2b (fløjte, cello og klaver 1974)
- Mosaïque musicale nr. 3 (fløjte, violin og cello 1974)
- Mosaïque musicale nr. 4 (fløjte, violin og cello 1975)
- Fire etuder (clarinet og klaver 1976)
- Fem korte stykker (cello og klaver 1980)

### Sange
- Fryd dig Æblegren (sang 1930)
- Feberdikte (sang og klaver 1939)
- Hans og Trine (sopran, tenor og klaver 1939)
- Til en ung mor (1942)
- Stefanus (blandet kor og orkester 1949)
- 14 små korsatser (1957)
- Himpegimpe (klaver, orkester og børnekor 1959)
- Seks lyriske sange (sang og klaver 1966)
- Syv sange (sang og klaver 1966)
- Solsikke
- Danmark
- Uhret
- Aftensang (SSAA og orgel)
- Zacharias’ lovsang. SATB.
- To bind Korsatser til gudstjenestebrug SATB.
- Stille. Hjerte, Sol gaar ned
- En række sange i manuskript på Det Kongelige Bibliotek